# Ljungsolfågel
Ljungsolfågel (Cinnyris rockefelleri) är en fågel i familjen solfåglar inom ordningen tättingar.

## Utseende och läten
Ljungsolfågeln är en stor (12 cm) solfågel. Hanen är glänsande grön och blå på huvud, rygg och stjärt med mörkgrå vingar. På bröstet är den lysande scharlakansröd övergående i beige på buken, medan undergumpen är röd. Honan är olivgrå ovan, ljusare olivgul undan. Den är lik kungssolfågeln, men är större, har längre näbb och saknar bortsett från en liten tofs gult på bröstsidorna och flankerna. Lätet är ett hårt "schick schick", sången är okänd.

## Utbredning och systematik
Fågeln förekommer på alpina hedar i bergstrakter i Albertine Rift i östra Demokratiska republiken Kongo. Den behandlas som monotypisk, det vill säga att den inte delas in i några underarter.

## Status och hot
Arten tros ha ett mycket litet bestånd som minskar i antal till följd av klimatförändringar. Internationella naturvårdsunionen IUCN kategoriserar arten som sårbar.

## Namn
Fågelns svetenskapliga artnamn hedrar amerikanske filantropen och naturforskaren John Sterling Rockefeller (1904–1988). Tidigare kallades den rockefellersolfågel även på svenska, men justerades 2023 till ettmer informativt namn av BirdLife Sveriges taxonomikommitté.